# Цифровая живопись

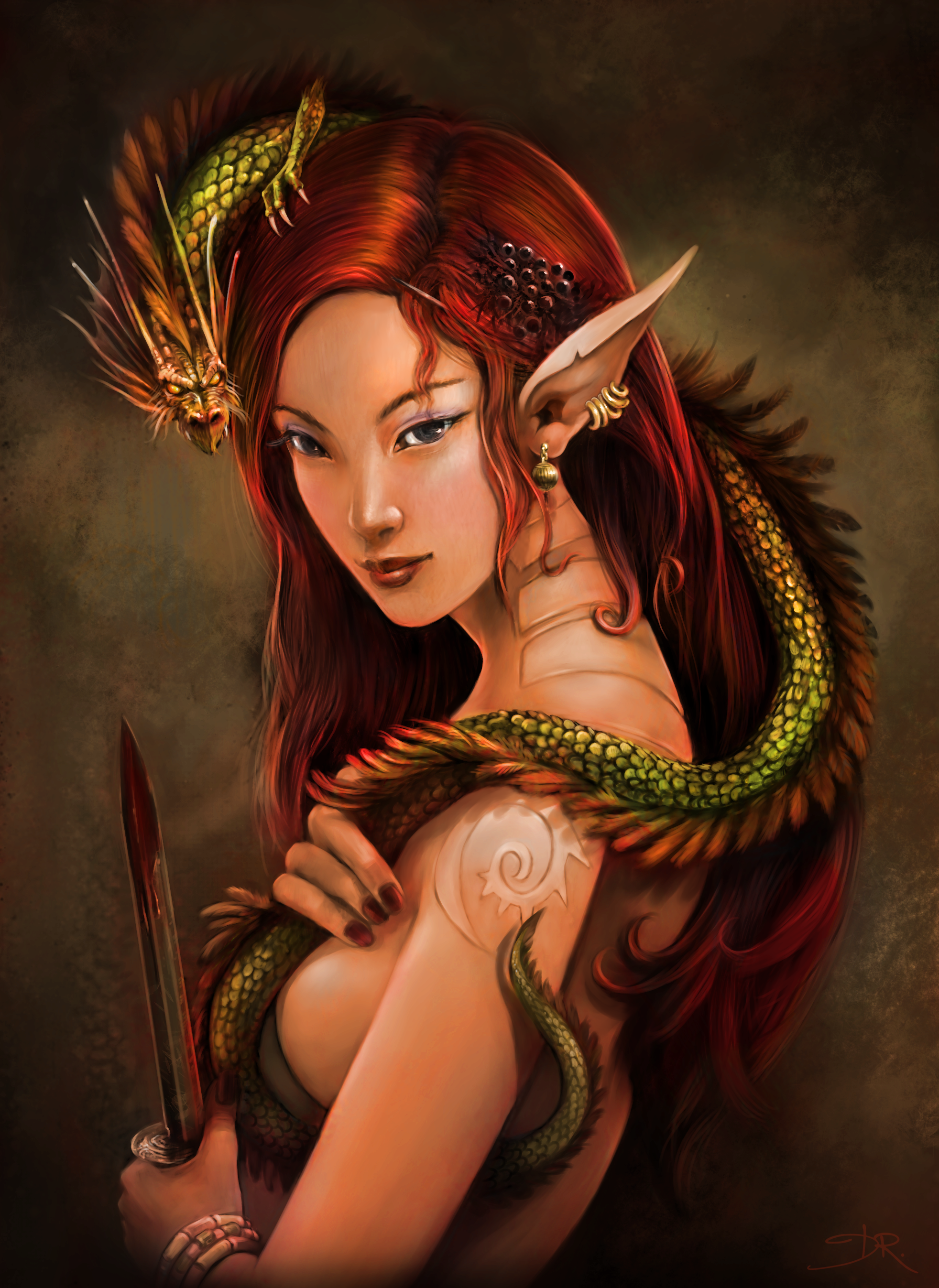
Цифровая картина, написанная Ревуа, Давид

Цифрова́я жи́вопись — вид современного изобразительного искусства, связанный с передачей зрительных образов посредством воспроизведения на экране светящихся точек (пикселей); нанесения принтером красок на твёрдую или гибкую поверхность. Создание электронных изображений, осуществляемое не путём рендеринга компьютерных моделей, а за счёт использования человеком компьютерных имитаций традиционных инструментов художника.
Цифровая живопись — развивающаяся форма искусства, в которой имитируются традиционные техники рисования, и имитации таких материалов, как акварель, масло и т. д., наносятся на виртуальный холст с помощью цифровых инструментов — графического планшета и пера в программном обеспечении компьютера. Таким образом такая живопись не требует визуальных физических материалов и носителей, а только средства её отображения: монитор, печатная копия. Цифровая живопись отличается от других форм цифрового искусства, особенно искусства, созданного на компьютере, тем, что не требует компьютерного рендеринга модели[какой?].
Искусствоведы часто классифицируют цифровое искусство как двоякое: объектно-ориентированные произведения искусства и процессно-ориентированные визуальные эффекты. В первом сценарии цифровые технологии являются средством достижения цели и функционируют как инструмент для создания традиционных объектов, таких как картины, фотографии, гравюры и скульптуры. Во втором случае технология-это сама цель, и художники исследуют возможности, связанные с самой сутью этой новой среды. Эта последняя категория — часто связанная с термином «новые медиа» — относится ко всему вычислимому искусству, которое создаётся, хранится и распространяется в цифровом виде. Другими словами, в то время как некоторые работы полагаются на цифровые инструменты для увеличения уже существующего носителя, другие используют цифровые технологии в качестве неотъемлемого и неразрывного компонента при создании артефакта.

## Сравнение с традиционной живописью
Между традиционной и цифровой живописью существует множество различий. Первое заключается в том, что традиционные художники рисуют на холсте или бумаге, а цифровой — на экране. Это большое различие, так как между пером стилуса и сенсором экрана находится зазор, называемый параллаксом. В новых планшетах параллакс уменьшен до минимального уровня, что приводит к очень малому смещению между пером и его результатом работы. Традиционные художники также должны быть более сознательными, подготавливая поверхность и средства, чтобы создать желаемый размер и эффект. В свою очередь, цифровые художники имеют возможность вносить изменения в свои картины на протяжении всего процесса. Цифровая живопись также требует гораздо меньше места. Для традиционной живописи характерно наличие мольберта, палитры, места для кистей, воды для очистки кистей, тряпок и тому подобного, в то время как для цифровой живописи достаточно планшета, который зачастую может поместиться на коленях художника.

## Общая информация
Создание рисунка/картины от начала и до конца на компьютере — направление в изобразительном искусстве. Точную дату создания первого компьютерного рисунка устанавливать нет смысла (можно погрязнуть в определении того, что является достаточно художественным и серьёзным для рисунка как такового); однако примерная дата широкого появления впечатляющих и красочных работ, выполненных на ПК — 1995—1996 годы (на эту дату приходится появление и широкое распространение относительно доступных по цене SVGA-мониторов и видеокарт, способных отображать 16,7 млн цветов). Компьютер в цифровой живописи — это такой же инструмент, как и кисть с мольбертом. Для того, чтобы хорошо рисовать на компьютере, также необходимо знать и уметь применять все накопленные поколениями художников знания и опыт (линейная перспектива, воздушная перспектива, цветовой круг, светотень, блики, рефлексы и т. д.).
Использование цифровых технологий в фотографии породило также гибридные техники (например, фотоимпрессионизм).
Гибридные технологии применяются и в изобразительном искусстве (помимо косметического исправления или улучшения ручного оригинала). Два основных направления: сначала делается ручное изображение, которое не доводится до завершения (в основном ограничиваются эскизом), а завершается работа в компьютере; модификация завершённого ручного изображения с помощью компьютерного редактора. В последнем случае диапазон глубины обработки очень широк: от изменения только настроя (через цветовую гамму) через модификацию образа до полного изменения исходного образа — до неузнаваемости.

### Прогресс цифровой живописи
В конце XX — начале XXI веков цифровая живопись бурно развивается и занимает прочные позиции в оформлении книг/плакатов, преобладает в индустрии компьютерных игр и современном кино, популярна в любительском творчестве. Причины быстрого вытеснения прежних средств из этих областей:

#### Доступность
Для того чтобы создавать цифровые работы любого уровня, желательно иметь персональный компьютер достаточной мощности, графический планшет и несколько программ для компьютерной живописи.

#### Большая скорость работы
Специализированные программы для CG-художников (например Painter) содержат большое количество инструментов, ускоряющих работу. Выбор нужного цвета — дело секунд (в отличие от традиционной живописи, где надо смешивать краски для получения нужного цвета — требует опыта и времени), выбор нужной кисти/инструмента — также почти мгновенная операция. Возможность отменять свои действия, а также возможность сохраняться в любом моменте своей работы и возвращаться к нему в последующем и ещё большой список возможностей и преимуществ — всё это делает работу профессионального художника в несколько раз быстрее при том же качестве. Кроме того, компьютерная работа сразу готова к использованию в цифровых технологиях кино, игр, вёрстки — работу, выполненную на материале красками, надо предварительно перенести в цифровой вид.

#### Уникальный инструментарий
В отличие от традиционной живописи в цифровой имеются прогрессивные и высокотехнологичные функции и супер развитые художественные возможности такие как: работа со слоями или нанесение текстур с фотографий на участки картины; генерация шумов заданного типа; различные эффекты кистей; HDR картины; различные фильтры, трансформации и коррекции; огромное количество оттенков цветов и текстур; разнообразные структуры линий.

#### Перспективы
Традиционное искусство практически достигло своего предела по совершенству техники и средств ещё в XVIII веке. С тех пор почти не добавилось ничего нового — по-прежнему у художника есть краски, пигмент, масло (или их готовая смесь), холст и кисти. Современная компьютерная живопись уже далека от лучших полотен гениев прошлого по качеству и масштабности работы — и ей есть куда развиваться дальше. Разрешение дисплеев растёт, повышается качество цветопередачи, увеличивается мощность компьютеров, меняются и совершенствуются программы для цифровой живописи, есть принципиальная возможность создания новых способов и устройств, в том числе устройств визуализации изображений (проекторы или голография).
Начиная с 2021 года цифровую живопись можно продавать на онлайн аукционах в виде NFT токенов, (opensea, rarible, foundation и т. д.), за криптовалюту.

#### Доступность обучения и работы
Если пользователь умеет работать на компьютере и обладает навыками рисования или имеет художественное образование — ему не составит большого труда разобраться в интерфейсе программ компьютерной живописи — он такой же, как и у большинства Windows-программ, и имеет вполне логичный цифровой инструментарий художника. В Интернете доступны видеоуроки по работе в той или иной программе, содержащие запись всех этапов работы художника над цифровой картиной.

### Недостатки цифровой живописи

#### Сложность освоения
На текущий момент очень мало школ или более серьёзных учебных учреждений, обучающих по этой специальности — цифровыми художниками становятся в основном самые энергичные и любознательные люди и особенно дети, склонные самообучаться и находить информацию самостоятельно; дизайнеры и полиграфисты (имеющие опыт работы с графикой на ПК); большинство известных цифровых художников закончило учебные заведения по традиционной живописи и только потом самостоятельно перешло в cg-арт. Также современный цифровой художник немыслим без Интернета (общение с коллегами, работодателями, поиск новых программ или способов рисунка и т. п.) — а он опять-таки есть не у всех. Книг по созданию рисунков на компьютере практически нет, но ситуация постепенно улучшается.
На данный момент делается довольно много различных образовательных ресурсов по подготовке будущих учителей ИЗО для работы с цифровыми устройствами. Усиленно осваиваются методики по работе на компьютере с графическим планшетом и различными программами, позволяющими заниматься медиарисованием. В ближайшее время подобные курсы будут запущены в основных педагогических вузах страны, что в свою очередь впоследствии благотворно отразится на школах и других вузах при приёме новых учительских кадров, имеющих неплохой опыт работы с медиарисунком и цифровой живописью.

#### Текущий предел возможностей компьютерной техники
Современные мониторы всё ещё не работают в разрешениях, близких к разрешающей способности нашего глаза. То есть, монитор не способен вывести такое количество деталей и подробностей, которое может обеспечить наблюдение вживую такого же по размерам участка полотна классической живописи. Можно распечатать свою картину на принтере — но это порождает третью проблему cg-арт’а:

#### Проблема с выводом компьютерного изображения на материальный носитель
Большинство мониторов работают в цветовой модели RGB с цветовым пространством sRGB, цветовые границы которого не совпадают с таковыми у типичного принтера, работающего в модели CMYK и имеющего собственные ограничения по цветовому охвату. Как результат — некоторые видимые на мониторе цвета не пропечатываются на бумаге, и в то же время весь потенциал принтера по его охвату не задействуется. Для решения данной проблемы используют профессиональные мониторы с цветовым пространством ARGB (Adobe RGB), специально разработанного, чтобы вместить почти все цвета доступные для принтера, а для наибольшего соответствия изображений на мониторе и носителе печати используют цветовые профили. Тем не менее, 100 % совпадения достичь не получается, так как даже наихудшее пространство sRGB в некоторых областях цветов шире нежели многие CMYK-пространства.
Другая проблема — мониторы, способные показать все цвета рисунка (и имеющие настройку яркости, контраста, цвета), как правило имеют слишком маленькое разрешение, не позволяющее показать все детали рисунка (не показывают его в полном размере без интерполяции — больше 1-2 мегапикселей обычный монитор одновременно показывать не может, специальные и достаточно дорогие ЖК-мониторы могут показать около 8 Мп).

#### Проблема авторского права
Тот, у кого есть оригинальный (исходный) файл рисунка, является хозяином рисунка. Но, как и любую цифровую информацию, файл можно скопировать и тиражировать в неограниченном количестве без каких-либо ощутимых затрат. Простейший пример защиты своего рисунка — выкладывание в Интернет уменьшенной копии (обычно профессиональные художники рисуют в большом разрешении — 6000×10000 пикс и даже более — удобно прорисовывать детали, а в Интернет выкладывают маленький вариант — 1600×1200 и менее; или даже фрагмент). В таком случае — кто имеет большой вариант рисунка, тот является его автором и владельцем. Копирайт на цифровом рисунке легко изменить и реальную помощь от его наличия могут ощутить только широко известные художники.

## Гибридная техника
Существуют и другие методы, при которых художники также рисуют в цифровой форме. Они используют различные программы для достижения различных эффектов. Как правило, 3D-художники сначала работают в одной программе, а затем переходят к другой. Более распространённой практикой является выполнение начальных этапов картины на листе бумаги или холсте, а затем фотографирование или сканирование в программу цифровой живописи для дальнейшего завершения работы.

## Программы для цифровой живописи

### Свободные программы
- GIMP — растровый графический редактор, так же подходящий для рисования.
- MyPaint — программа для рисования, бесконечный холст, много кистей и минимум функций.
- Krita — программа для рисования, часть пакета Calligra Suite.
- Inkscape — векторный графический редактор, предназначенный для рисования.

### Проприетарные программы
- Illustrator — один из наиболее популярных векторных редакторов от компании Adobe.
- Photoshop — один из наиболее популярных редакторов растровой графики от компании Adobe.
- CorelDraw — векторный редактор от компании Corel.
- Painter — редактор растровой графики от компании Corel.
- ArtRage — программа, ориентированная на эмуляцию традиционных средств в рисунке и живописи, простой и минималистичный интерфейс.
- Pixarra TwistedBrush Pro Studio — программа для рисунка и живописи. Более 5000 различных кистей с возможностью редактирования, много типов основ для рисования — бумаги, дерева, холста. Есть бесплатная версия TwistedBrush Open Studio.
- Microsoft Expression Graphic Designer — программа, которая позволяет работать как с векторной графикой так и растровой + имеет инструментарий художника. Есть бесплатная демоверсия.
- OpenCanvas — бесплатная версия программы Open Canvas, адаптированная для рисования несколькими художниками через Интернет одновременно. Всего три инструмента и ластик.
- Adobe Flash — изначально программа была предназначена для создания мультипликации, однако явные преимущества работы на графическом планшете с плавным нажатием пера в отличие от других графических пакетов оценили многие иллюстраторы.
- SAI — программа, предназначенная для цифрового рисования в среде Microsoft Windows, разработанная японской компанией SYSTEMAX.

## Оборудование
Цифровая картина требует одного из двух типов оборудования. Первый использует графический планшет, подключённый к компьютеру, а второй — автономный планшет. Графические планшеты можно разбить на две категории: планшеты без экрана и планшеты с экраном. Первый не имеет собственного экрана, поэтому результат отображается на дисплее компьютера. Данный тип использовать может быть сложнее, так как существует задержка между поверхностью планшета и экраном, отображающим изображение. Во втором типе имеются экраны, которые, как правило, легче использовать, но данные планшеты стоят значительно дороже. Они также могут иметь чувствительность к давлению и реакцию на наклон. Есть много компаний, которые производят графические планшеты, наиболее заметными являются Wacom, XP-Pen и Huion.
Автономные планшеты более портативны, так как их не нужно привязывать к компьютеру, но они обычно меньше, чем графические планшеты с эквивалентной ценой. Популярными планшетами, используемыми для цифровой живописи, являются IPad, Microsoft Surface и Wacom Mobile Studio.